# La Gislard
La Gislard est une course cycliste française disputée chaque année au mois d'avril autour de Saint-Sauveur-Lendelin, dans le département de la Manche (Normandie). Elle fait partie du calendrier national de la Fédération française de cyclisme. Cette course est disputée au lendemain d'une autre épreuve élite nationale, La Gainsbarre.
Les éditions 2020 et 2021 sont annulées en raison de la pandémie de Covid-19,.
En 2023, la course est arrêtée à un tour et demi de l'arrivée en raison d'une chute massive impliquant une dizaine de coureurs. Aucun vainqueur n'est désigné.

## Palmarès
| Année     | Vainqueur           | Deuxième           | Troisième             |
| --------- | ------------------- | ------------------ | --------------------- |
| 1998      | Marceau Pilon       | Thierry Gru        | Thierry Chan-Tsin     |
| 1999      | Fabrice Couprit     | Franck Vermeulen   | Yannick Gohel         |
| 2000      | Frédéric Lecrosnier | Cédric Loué        | Tony Macé             |
| 2001      | Tony Macé           | Régis Ruet         | Grégory Galbadon      |
| 2002      | Éric Trokimo        | Gaylord Cumont     | Amaël Moinard         |
| 2003      | Cédric Deruyter     | Olivier Bonnaire   | Nicolas Moncomble     |
| 2004      | Emmanuel Fontaine   | Vitaly Spiridonov  | Frédéric Emery        |
| 2005      | David Jehanno       | Sylvain Cheval     | Jean-Christophe Avril |
| 2006      | Bradley Fairall     | Denis Cioban       | Steve Houanard        |
| 2007      | Arnaud Girard       | Tony Hurel         | Julien Guay           |
| 2008      | Fabien Taillefer    | Florian Auberger   | Mathieu Beaumais      |
| 2009,     | Nicolas Schnyder    | Sergiu Cioban      | Romain Chan-Tsin      |
| 2010      | Romain Bacon        | Ronan Racault      | César Bihel           |
| 2011      | Alexis Bodiot       | Yann Guyot         | Matthieu Jeannès      |
| 2012      | Morgan Lamoisson    | François Lançon    | Christophe Balannec   |
| 2013      | Benoît Daeninck     | Romain Combaud     | Julien Guay           |
| 2014      | Dylan Kowalski      | Cyrille Patoux     | Kévin Lalouette       |
| 2015      | David Boutville     | Kévin Lalouette    | Julien Duval          |
| 2016      | Maxime Renault      | Dylan Kowalski     | Julien Guay           |
| 2017,     | Nicolas Prodhomme   | Thibault Guernalec | Maxime Blampain       |
| 2018,     | Owen James          | Gil D'Heygere      | Julien Van den Brande |
| 2019      | Jordan Levasseur    | Robin Stenuit      | Gilles Borra          |
| 2020-2021 | annulé              | annulé             | annulé                |
| 2022      | Ronan Racault       | Kévin Le Cunff     | Killian Théot         |
| 2023      | pas de vainqueur    | pas de vainqueur   | pas de vainqueur      |
| 2024      | Killian Théot       | Guillaume Bagou    | Maël Soranzo          |
| 2025      | Lauri Tamm          | Hugo Théot         | Bastien Pichon        |